# Smoke City
Smoke City was een Britse triphopgroep die bestond uit producers Chris Franc en Marc Brown en zangeres Nina Miranda (1970). De groep onderscheidde zich met een sterke bossanova-sound in de muziek te verwerken. In 1997 maakten ze het hitje Underwater Love, dat bekend werd door een Levi's reclame. Na het uiteenvallen bleven Franc en Miranda bij elkaar en gingen verder als Zeep.

## Geschiedenis
Smoke City werd geformeerd in de golf van triphopacts in de late jaren negentig zoals Moloko en Morcheeba. Ze werd gevormd door de uit Brazilië afkomstige Nina Miranda en schoolvriend Marc Brown. Later halen ze ook gitarist Chris Franc bij de groep. De groep brak door toen Levi's het nummer Underwater Love gebruikte voor een reclame. Het nummer gebruikt een sample van Bahia Soul van Luiz Bonfá. Daarna verscheen het album Flying Away (1997). In 2001 verscheen Heroes of Nature, waar wat meer akoestische invloeden op staat, al is dat album maar weinig succesvol. Smoke City ging in 2002 uit elkaar. Brown bracht in 2002 het album Natural Science uit onder de naam KV5. Franc en Miranda bleven samen, trouwen en kregen een kind. In 2007 richtten ze het duo Zeep op. Hiervan verschenen de albums Zeep (2007) en Peoples & Things (2009).

## Discografie

### Hitnoteringen
| Single met eventuele hitnotering(en) in de Nederlandse Top 40 | Datum van verschijnen | Datum van binnenkomst | Hoogste positie | Aantal weken | Opmerkingen |
| ------------------------------------------------------------- | --------------------- | --------------------- | --------------- | ------------ | ----------- |
| Underwater Love                                               | 1997                  | 03-05-1997            | 97              | 1            |             |

### Albums
- Flying Away (1997)
- Heroes of Nature (2001)